# Acropyga myops
Acropyga myops é uma espécie de formiga do gênero Acropyga, pertencente à subfamília Formicinae.